# Miss USA 2005
A 54ª edição do concurso Miss USA foi realizada no dia 11 de abril de 2005, em Baltimore, Maryland. Foi vencido por Chelsea Cooley, da Carolina do Norte.
Candidatas dos 50 Estados americanos e do Distrito de Columbia disputaram o título. A final do certame, realizada no Hippodrome Theatre, foi apresentada por Billy Bush e Nancy O'Dell, do programa de variedades Access Hollywood.
Este foi o primeiro de dois anos em que o concurso foi realizado em Maryland, após sua realização em Los Angeles, Califórnia, em 2004. A nova sede foi anunciada em 10 de outubro de 2004

## Competição
Após a introdução do concurso, as 15 semifinalistas foram anunciadas. Essas candidatas foram classificadas para o segmento de trajes de gala. Encerrada essa etapa, 10 candidatas foram classificadas para a etapa de trajes de banho, fornecidos pela Endless Sun. Nesse segmento, duas candidatas - Brittany Hogan (Califórnia) e Meaghan Jarensky (Nova York) - tiveram problemas na apresentação de seus trajes.
Encerrada a parte de trajes de banho, cinco candidatas foram classificadas para a entrevista final. Todas as perguntas foram escritas pela Miss USA 2004, Shandi Finnessey, e pelas candidatas classificadas. Após essa etapa, foram anunciadas as colocações em ordem decrescente até a coroação de Chelsea Cooley como Miss USA 2005.

## Jurados
O corpo de jurados da final televisionada foi anunciado em 10 de março de 2005:
- Michael Phelps - nadador medalhista olímpico
- Molly Sims - atriz da série Las Vegas
- Sugar Ray Leonard - boxeador
- Frederic Fekkai - especialista em beleza
- Pamela Dennis - designer de moda
- Raj Bhakta - competidor do The Apprentice
- Ksenia Maksimova - modelo
- Brody Hutzler - ator da novela Days of our Lives

## Resultados
| Resultado Final | Candidata |
| --------------- | --- |

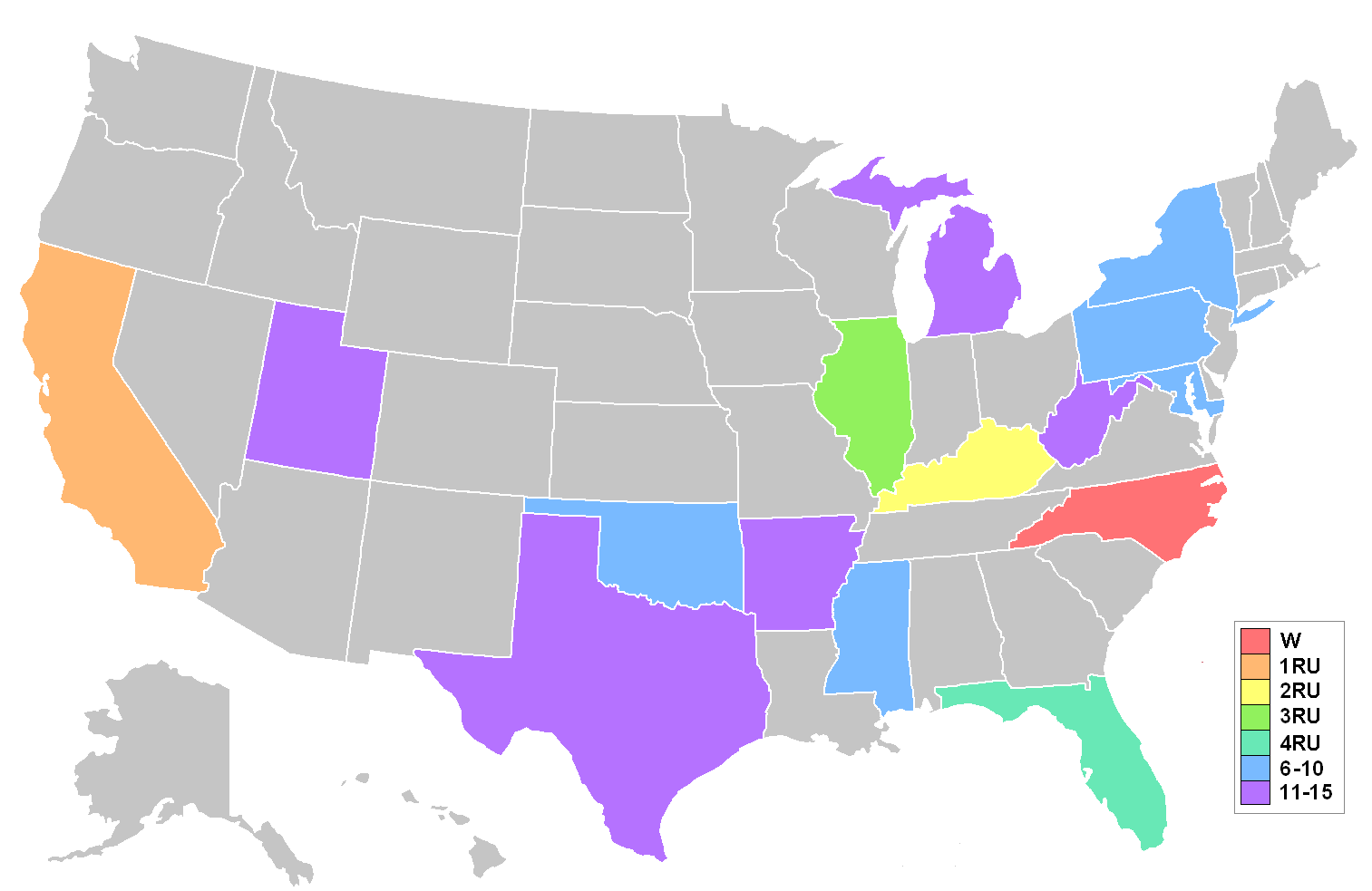
Mapa mostrando as classificações por Estado

| Miss USA 2005   | - Carolina do Norte - Chelsea Cooley |
| 2ª colocada     | - Califórnia - Brittany Hogan |
| 3ª colocada     | - Kentucky - Kristen Johnson |
| 4ª colocada     | - Illinois - Jill Gulseth |
| 5ª colocada     | - Flórida - Melissa Witek |
| Top 10          | - Maryland - Marina Harrison - Mississippi - Jennifer Adcock - Nova York - Meaghan Jarensky - Oklahoma - Laci Scott - Pensilvânia - Brenda Brabham |
| Top 15          | - Arcansas - Jessica Furrer - Michigan - Crystal Hayes - Texas - Tyler Willis - Utah - Marin Poole - Virgínia Ocidental - Kristin Morrison         |

### Premiações especiais
- Miss Simpatia: Melissa Young (Wisconsin)
- Miss Fotogenia: Tyler Willis (Texas)

## Candidatas
| - Alabama - Jessica Tinney - Alasca - Aleah Scheick - Arizona - Mariana Loya - Arcansas - Jessica Furrer - Califórnia - Brittany Hogan - Colorado - Lauren Cisneros - Connecticut - Melissa Mandak - Delaware - Sheena Benton - Distrito de Columbia - Sarah-Elizabeth Langford - Flórida - Melissa Witek - Geórgia - Tanisha Brito - Havaí - Jennifer Fairbank - Idaho - Sade Aiyeku - Illinois - Jill Gulseth - Indiana - Kaitlyn Christopher - Iowa - Joy Robinson - Cansas - Rachel Saunders - Kentucky - Kristen Johnson - Luisiana - Candice Stewart - Maine - Erica Commeau - Maryland - Marina Harrison - Massachusetts - Cristina Nardozzi - Michigan - Crystal Hayes - Minnesota - Carrie Lee - Mississippi - Jennifer Adcock - Missouri - Andrea Ciliberti | - Montana - Amanda Kimmel - Nebrasca - Jana Murrell - Nevada - Shivonn Geeb - Nova Hampshire - Candace Glickman - Nova Jérsei - Sylvia Pogorzelski - Novo México - Jacqueline Deaner - Nova York - Meaghan Jarensky - Carolina do Norte - Chelsea Cooley - Dacota do Norte - Chrissa Miller - Ohio - Aisha Berry - Oklahoma - Laci Scott - Oregon - Jessica Carlson - Pensilvânia - Brenda Brabham - Rhode Island - Allison Paganetti - Carolina do Sul - Sarah Medley - Dacota do Sul - Jessica Fjerstad - Tennessee - Amy Colley - Texas - Tyler Willis - Utah - Marin Poole - Vermont - Amanda Mitteer - Virginia - Jennifer Pitts - Washington - Amy Crawford - Virgínia Ocidental - Kristin Morrison - Wisconsin - Melissa Ann Young - Wyoming - Abby Norman |

## Crossovers

### Miss América
- Mariana Loya (Arizona) - Miss Washington 1998
- Jennifer Adcock (Mississippi) - Miss Mississippi 2002 (top 10 no Miss America 2003)
- Jennifer Pitts (Virginia) - Miss Virginia 2002
- Sarah Elizabeth Langford (District of Columbia) - Miss District of Columbia 2002
- Tanisha Brito (Georgia) - Miss Connecticut 2002 (top 10 no Miss America 2003)
- Candace Glickman (New Hampshire) - Miss New Hampshire 2003 (top 10 no Miss America 2004)
- Marina Harrison (Maryland) - Miss Maryland 2003 (4ª colocada no Miss America 2004)

### Miss Teen USA
- Chelsea Cooley (Carolina do Norte) - Miss North Carolina Teen USA 2000
- Kristen Johnson (Kentucky) - Miss Kentucky Teen USA 2000 (3ª colocada no Miss Teen USA 2000)
- Sarah Medley (Carolina do Sul) - Miss South Carolina Teen USA 2001
- Candice Stewart (Luisiana) - Miss Louisiana Teen USA 2002
- Jessica Fjerstad (Dacota do Sul) - Miss South Dakota Teen USA 2002
- Marin Poole (Utah) - Miss Utah Teen USA 2002

### Miss Terra EUA
- Amanda Kimmel (Montana) - foi indicada para representar os Estados Unidos no Miss Terra 2005
- Jana Murrell (Nebrasca) - foi semifinalista no Miss Terra 2008

## Candidatas que participaram de reality-shows
- Kristen Johnson (Kentucky), Melissa Witek (Florida) e Kaitlyn Christopher (Illinois) - competiram como Miss Team USA no Treasure Hunters
- Amanda Kimmel (Montana) - competiu no Survivor: China (3ª colocada), Survivor: Micronesia - Fans versus Favorites (2ª colocada) e Survivor: Heroes vs. Villains (9ª colocada)
- Candice Stewart (Luisiana) - competiu no Big Brother 15

## Especial Pré-Concurso
Seis candidatas participaram de uma edição especial do Fear Factor exibida antes do Miss USA 2005: Sarah-Elizabeth Langford (Miss District of Columbia USA 2005), Brittany Hogan (Miss California USA 2005), Meaghan Jarensky (Miss New York USA 2005), Laci Scott (Miss Oklahoma USA 2005), Cristina Nardozzi (Miss Massachusetts USA 2005) e Kristen Johnson (Miss Kentucky USA 2005).